# Bermudabuizerd
De  bermudabuizerd (Bermuteo avivorus) is een uitgestorven roofvogel uit de familie van de Accipitridae. Deze buizerd is de enige soort uit het geslacht Bermuteo. 
De bermudabuizerd bewoonde het eiland Bermuda waar fossiele resten zijn aangetroffen en onderzocht. Zeer waarschijnlijk is het dezelfde roofvogel als die wordt vermeld in het reisverslag van Diego Ramírez de Arellano. Hierin staat onder meer "There are many very large dark herons, many very handsome sparrow-hawks, so stupid that we even clubbed them" (vrij vertaald:Er zijn veel, zeer grote donkere reigers en veel zeer fraaie sperwers die zo stom zijn dat we ze zelfs met knuppels kunnen doden).
Kennelijk was deze roofvogel in 1623 niet meer aanwezig, want kapitein John Smith vermeldde in dat jaar in zijn journaal dat er geen roofvogels als standvogel op de eilanden aanwezig waren. De bermudabuizerd is waarschijnlijk in de loop van de 17de eeuw op het eiland uitgestorven door jacht en de introductie van invasieve diersoorten.